# دژ پادشاهی، ورشو
دژ پادشاهی، ورشو (لهستانی: Zamek Królewski w Warszawie) یک دژ سلطنتی است که در منطقه تاریخی ورشو قرار دارد.